# Medalion Rahimi
Medalion Rahimi (* 15. Juli 1992 in Los Angeles, Kalifornien) ist eine US-amerikanische Schauspielerin iranischer Abstammung. Ihre Mutter, Fariba Rahimi, ist eine Rechtsanwältin und ihr Vater Kiumars Rahimi, ein Zahnarzt, beide aus dem Iran.

## Karriere
Medalion Rahimi hatte Rollen in Fernsehserien wie beispielsweise Criminal Minds, New Girl oder Jane the Virgin. In dem komödiantischen Filmdrama Fat City, New Orleans (2011) verkörperte sie die Miss Barnett. Im Action-Thriller Extraction (2015) mimte sie die Alexis Diaz.

## Filmografie (Auswahl)
- 2011: This Never Happened (Kurzfilm)
- 2011: Fat City, New Orleans
- 2013: Criminal Minds (Fernsehserie, Episode 9x03)
- 2013: Misogynist
- 2013: Go for Broke
- 2014: Navy CIS (NCIS, Fernsehserie, Episode 11x23)
- 2014: Mystery Girls (Fernsehserie, Episode 1x01)
- 2014: New Girl (Fernsehserie, Episode 4x01)
- 2014: Jane the Virgin (Fernsehserie, Episode 1x07)
- 2015: Extraction
- 2016: The Catch (Fernsehserie, 3 Episoden)
- 2016: Awkward – Mein sogenanntes Leben (Awkward., Fernsehserie, Episode 5x24)
- 2016: XOXO
- 2017: Still Star-Crossed (Fernsehserie, 6 Episoden)
- 2017: Wenn du stirbst, zieht dein ganzes Leben an dir vorbei, sagen sie (Before I Fall)
- 2018: Navy CIS: New Orleans (NCIS: New Orleans, Fernsehserie, Episode 5x07)
- 2019: She’s in Portland
- 2019–2023: Navy CIS: L.A. (NCIS: Los Angeles, Fernsehserie)
- 2022: Pam & Tommy (Fernsehserie, 3 Episoden)